# بیلبورد فیلیپین
بیلبورد فیلیپین (به انگلیسی: Billboard Philippines) یک نشان تجاری رسانهٔ موسیقی متعلق به الگو-ریتم کامیونیکیشنز با مشارکت بیلبورد بود. موجودیت این نشان تجاری در ژوئن ۲۰۱۶ اعلام شد و به‌طور رسمی در ۱۵ سپتامبر ۲۰۱۶ راه‌اندازی شد. این وبگاه به ارائهٔ اخبار موسیقی، انتشارات چاپی و موبایلی، کنفرانس‌های موسیقی و برنامه‌های دارای مجوز برای رادیو، اینترنت و تلویزیون می‌پرداخت.
در ۱۰ ژوئن ۲۰۱۷، پس از ماه‌ها فرمول‌بندی، سه جدول هفتگی موسیقی از سوی این وبگاه اعلام شد: ۱۰۰ آهنگ داغ فیلیپین، ۲۰ آهنگ برتر فیلیپین، و جدول کاتالوگ. نخستین جدول این وبگاه در ۱۲ ژوئن ۲۰۱۷، مصادف با صد و نوزدهمین روز استقلال فیلیپین منتشر شد. تمامی جدول‌های این وبگاه در روز دوشنبه منتشر می‌شدند.
انتشار بیلبورد فیلیپین در ۱۵ ژانویهٔ ۲۰۱۸ متوقف شد. فرانسیس ریس، سردبیر این وبگاه، و شرکت الگو-ریتم کامیونیکیشنز هیچ بیانیهٔ رسمی پیرامون توقف فعالیت خود منتشر نکردند. در ۱۴ فوریهٔ ۲۰۲۲، بیلبورد جدول ترانه‌های فیلیپین را به‌عنوان بخشی از مجموعه‌جدول‌های برترین‌های جهان معرفی کرد و رتبه‌بندی هفتگی ۲۵ آهنگ برتر فیلیپین را در کنار بیش از ۴۰ کشور در سراسر جهان از سر گرفت.